# Nicolai Henrik Tuxen
Nicolai Henrik Tuxen (29. august 1785 i Ringkøbing – 17. december 1844 i København) var en dansk søofficer, søn af kaptajnløjtnant Elias Tuxen (24. november 1755 – 16. januar 1807) og Birgitte Regine f. Thielo (9. februar 1754 – 29. oktober 1828), bror til Peder Mandrup og Søren Ludvig Tuxen, far til præsten Laurits Regner Tuxen, svigerfar til forfatterinden Fanny Tuxen.
Som kadet valgtes Tuxen til legekammerat for prins Christian Frederik, og under Slaget på Reden 2. april 1801 gjorde han tjeneste på en af kanonbådene. 1803 udnævntes han til sekondløjtnant, 1809 til premierløjtnant, 1815 til kaptajnløjtnant, 1825 til orlogskaptajn og 1838 til kommandørkaptajn.
Da Tuxens farende periode faldt i en tid, hvor landet var i krig med England, kom han til at deltage i en del interessante træfninger; 1807 var han med Briggen «Fama» i Østersøen, Aaret efter førte han Kanonbaaden «Duntzfeldt» i Store Bælt, underlagt Kapitajnlieutenant Schønheyder, 20. Juni bestod han en ærefuld Kamp med 2 engelske Brigger, og 2. Avg. deltog han i Erobringen af den engelske Brig «The Tigress».
1809 havde Tuxen kommandoen over 5 kanonbåde ved Fladstrand, og med disse erobrede han 2. september den engelske brig The Minx ved Skagen. 1810 førte han en Lugger i Lieutenant Skibsteds Flotille paa Jyllands Østkyst; 7. Juli førte Englænderne med stor Overmagt et Angreb mod denne Styrke og tog efter en haard Kamp T. til Fange, men han løslodes dog kort efter.
1811 var han ansat ved Roflotillen i Korsør, 1812 blev han Kadetofficer og Lærer i Sømandskab, 1814 Indrulleringsofficer i Varde, 1815 Inspektionsofficer ved Reberbanen paa Holmen og 1819 Chef for samme; fra 1832-37 bestyrede han tillige Sejldugsfabrikken i Nyboder. Ved Reduktionen 1841 erholdt T. Afsked; han var derefter Medlem af Bestyrelsen for det kongl. oktr. Søassuranceselskab.
Tuxen blev 5. Jan. 1810 gift med Anne Kirstine Fogtmann (f. 5. Marts 1788 d. 5. Nov. 1858), Datter af Justitsraad, By- og Herredsfoged Laurits F. og Cathrine f. Brorson. 1810 blev Tuxen Ridder af Dannebrog.